# Jean-Baptiste Beyens
Pour les articles homonymes, voir Beyens.
Jean-Baptiste Justin Beyens était un avocat né le 5 juin 1766 à Deinze et mort le 1er novembre 1829 à Bruxelles.

## Biographie
Fils de Pierre Beyens, bourgmestre de Deinze, et de Marie Jeanne Camberlyn (nl), Jean-Baptiste Beyens est le frère d'Albert Beyens et le cousin par sa mère de Jean-Baptiste Camberlyn. 
Il épousa à Ypres le 12 janvier 1814, Isabelle Constance Adélaïde Fonteyne, née en 1792, fille de  Jean Chrysostome Charles Fonteyne et de 
Marie Constance Félicité Leleu.
Leur fille Hortense Beyens épousa le général néerlandais Hubert Joseph Jean Lambert de Stuers. Leur fils Eugène Beyens opta résolument pour le nouveau royaume de Belgique.
Il suit ses études à l'Université de Louvain, obtient sa licence utriusque juris et fini second du concours philosophique de 1787. Il devient avocat au Conseil de Flandre à Gand.
Après l'arrivée des Français, il partit en voyage à Amsterdam et Hambourg. À son retour il fut nommé accusateur public auprès de la Cour criminelle à Gand et devint membre du conseil communal. En 1798 il fut victime, avec d'autres, de l'épuration ordonnée par le Directoire, pour son hostilité au régime français.
Il est nommé professeur de législation à l'école centrale du département de l'Escaut, mais fut rapidement démissionné de sa chaire par le gouvernement français. Le commissaire dictatorial Grégoire Du Bosch se plaignit en effet que pendant son absence un ennemi du peuple avait été nommé. Désormais Beyens lutta sans désemparer contre Du Bosch, qui en juillet 1799 fut éliminé pour de bon de la scène politique gantoisew Entre-temps Beyens s'était préoccupé de son patrimoine et avait fait l'achat de 168 ha. 
Il se fixa à Bruxelles sous l'Empire et y gagna rapidement une grande réputation. Il devint rapidement membre de la loge Les Amis philanthropes du Grand Orient de Belgique. Contrairement à ses deux frères il fut pendant de nombreuses années un membre actif. En 1805 il fut orateur de sa loge. 
Connu pour son opposition au gouvernement des Pays-Bas, il plaida un grand nombre de causes politiques à partir de 1814.
Quelques-unes des affaires importantes qu'il plaida furent :
- les administrateurs des hospices civils de Gand contre le comte Vilain XIIII pour des dettes non apurées par son père défunt ;
- Thérèse Dons de Lovendeghem contre son père Louis-Ferdinand Dons de Lovendeghem ;
- l'abbé Léon de Foere, qui fut condamné à deux ans de prison pour ses écrits dans Le Spectateur belge ;
- Charles Van der Straeten, auteur du mémoire De l'état actuel du Royaume des Pays-Bas et des moyens de l'améliorer (1819), affaire qu'il plaida avec son frère et cinq autres confrères, ce qui leur valut à tous une sanction disciplinaire ;
- les vicaires généraux du diocèse de Gand Ambroise Goethals et François Martens, poursuivis pour avoir continué de correspondre avec Mgr de Broglie, qui après quatre années de détention provisoire furent acquittés. Beyens plaida pour eux de concert avec Pierre-Théodore Verhaegen.

Son éloquence à la barre lui assura une place distinguée parmi les premiers avocats du barreau belge.
Jean-Baptiste Beyens mourut quelques mois avant la proclamation de l'indépendance de la Belgique. Plus tard il fut considéré comme un des précurseurs de la révolution belge de 1830.

## Ouvrages
- Quelques observations sur le rapport fait par le citoyen Duviquet, au nom de la commission du conseil des Cinq Cents chargée d’examiner les opérations électorales du département de l’Escaut, adressées au conseil des Anciens, par le citoyen Beyens, jeune, de Gand, in-8°

## Littérature
- « Beyens (Jean) », Biographie nationale de Belgique,  Académie royale de Belgique